# Copa de la CEI 2002
La Copa de la CEI 2002 es la décima edición de este torneo de fútbol a nivel de clubes organizado por la Unión de Fútbol de Rusia y que contó con la participación de 16 equipos representantes de los países que conformaban la Unión Soviética.
El FC Dynamo Kiev de Ucrania venció en la final en Moscú al FC Spartak Moscow de Rusia, campeón de las pasadas tres ediciones, para ser campeón del torneo por cuarta ocasión.

## Participantes
| Equipo                 | Clasificación                                                              | Apariciones |
| ---------------------- | -------------------------------------------------------------------------- | ----------- |
| Spartak Moscow         | Campeón de la 2001 Russian Top Division                                    | 9           |
| Dynamo Kiev            | Campeón de la 2000–01 Vyshcha Liha                                         | 7           |
| Belshina Bobruisk      | Campeón de la 2001 Belarusian Premier League                               | 1           |
| FBK Kaunas             | Campeón de la 2001 A Lyga                                                  | 4           |
| Skonto Riga            | Campeón de la 2001 Latvian Higher League                                   | 10          |
| Flora Tallinn          | Campeón de la 2001 Meistriliiga                                            | 3           |
| Sheriff Tiraspol       | Campeón de la 2000–01 Moldovan National Division                           | 1           |
| Torpedo Kutaisi        | Campeón de la 2000–01 Umaglesi Liga                                        | 2           |
| Pyunik Yerevan         | Campeón de la 2001 Armenian Premier League                                 | 3           |
| Shamkir                | Campeón de la 2000–01 Azerbaijan Top League                                | 2           |
| Zhenis Astana          | Campeón de la 2001 Kazakhstan Premier League                               | 2           |
| Neftchi Fergana        | Campeón de la 2001 Uzbek League                                            | 3           |
| Regar-TadAZ Tursunzoda | Campeón de la 2001 Tajik League                                            | 2           |
| Nisa Aşgabat           | Campeón de la 2001 Ýokary Liga                                             | 2           |
| SKA-PVO Bishkek        | Campeón de la 2001 Kyrgyzstan League                                       | 3           |
| Rusia sub-19           | Participante no oficial, no es elegible para avanzar de la fase de grupos. | 3           |

## Fase de grupos

### Grupo A
| Equipo           | J | G | E | P | GF | GC | GD  | Pts |
| ---------------- | - | - | - | - | -- | -- | --- | --- |
| Spartak Moscow   | 3 | 3 | 0 | 0 | 15 | 3  | +12 | 9   |
| Sheriff Tiraspol | 3 | 2 | 0 | 1 | 8  | 8  | 0   | 6   |
| Pyunik Yerevan   | 3 | 1 | 0 | 2 | 5  | 9  | -4  | 3   |
| Neftchi Fergana  | 3 | 0 | 0 | 3 | 2  | 10 | -8  | 0   |

| 19 de enero de 2002 | Spartak Moscow                  | 3 – 0 | Neftchi Fergana | Olympic Sport Complex, Moscú                              |                                                           |
|                     | Beschástnyj 7' 48' · Sychov 72' |       |                 | Asistencia: 10 000 espectadores Árbitro(s): Serhiy Shebek | Asistencia: 10 000 espectadores Árbitro(s): Serhiy Shebek |

| 19 de enero de 2002 | Sheriff Tiraspol                       | 3 – 0 | Pyunik Yerevan | Spartak Manege, Moscú                                |                                                      |
|                     | Priganiuc 30' · Pațula 44' · Jacob 90' |       |                | Asistencia: 400 espectadores Árbitro(s): Sten Kaldma | Asistencia: 400 espectadores Árbitro(s): Sten Kaldma |

| 20 de enero de 2002 | Spartak Moscow                                                                | 6 – 1 | Sheriff Tiraspol | Olympic Sport Complex, Moscú                               |                                                            |
|                     | Beschástnyj 2' 32' · Vasiliuk 16' · Sychov 60' · Kudriashov 61' · Mukansi 79' |       | Ivanov 39'       | Asistencia: 10 000 espectadores Árbitro(s): Sergey Shmolik | Asistencia: 10 000 espectadores Árbitro(s): Sergey Shmolik |

| 20 de enero de 2002 | Pyunik Yerevan                  | 3 – 0 | Neftchi Fergana | Spartak Manege, Moscú                                    |                                                          |
|                     | N'Diaye 43' · Avetisyan 48' 75' |       |                 | Asistencia: 300 espectadores Árbitro(s): Andrejs Sipailo | Asistencia: 300 espectadores Árbitro(s): Andrejs Sipailo |

| 22 de enero de 2002 | Pyunik Yerevan             | 2 – 6 | Spartak Moscow                                             | Olympic Sport Complex, Moscú                               |                                                            |
|                     | Karamyan 18' · N'Diaye 43' |       | Danishevski 23' 26' 55' 81' · Sychov 34' · Beschástnyj 84' | Asistencia: 5,000 espectadores Árbitro(s): Viktor Kolpakov | Asistencia: 5,000 espectadores Árbitro(s): Viktor Kolpakov |

| 22 de enero de 2002 | Neftchi Fergana        | 2 – 4 | Sheriff Tiraspol                  | Spartak Manege, Moscú                                 |                                                       |
|                     | Kovalenko 37' · Ni 40' |       | Barburoș 13' 68' 77' · Ivanov 28' | Asistencia: 200 espectadores Árbitro(s): Asim Khudiev | Asistencia: 200 espectadores Árbitro(s): Asim Khudiev |

### Grupo B

#### Tabla No Oficial
| Equipo          | J | G | E | P | GF | GC | GD | Pts |
| --------------- | - | - | - | - | -- | -- | -- | --- |
| Skonto Riga     | 3 | 3 | 0 | 0 | 7  | 0  | +7 | 9   |
| Torpedo Kutaisi | 3 | 2 | 0 | 1 | 5  | 5  | 0  | 6   |
| Rusia sub-19    | 3 | 1 | 0 | 2 | 5  | 7  | -2 | 3   |
| Zhenis Astana   | 3 | 0 | 0 | 3 | 3  | 8  | -5 | 0   |

#### Tabla Oficial
| Equipo          | J | G | E | P | GF | GC | GD | Pts |
| --------------- | - | - | - | - | -- | -- | -- | --- |
| Skonto Riga     | 2 | 2 | 0 | 0 | 5  | 0  | +5 | 6   |
| Torpedo Kutaisi | 2 | 1 | 0 | 1 | 2  | 4  | -2 | 3   |
| Zhenis Astana   | 2 | 0 | 0 | 2 | 1  | 4  | -3 | 0   |

| 19 de enero de 2002 | Skonto Riga                  | 2 – 0 | Zhenis Astana | Olympic Sport Complex, Moscú                               |                                                            |
|                     | Kšanavičius 6' · Chaladze 7' |       |               | Asistencia: 3,000 espectadores Árbitro(s): Valentin Ivanov | Asistencia: 3,000 espectadores Árbitro(s): Valentin Ivanov |

| 19 de enero de 2002 | Russia U19   | 1 – 3 | Torpedo Kutaisi                           | Spartak Manege, Moscú                                   |                                                         |
|                     | Pugachev 72' |       | Didava 17' · Asatiani 24' · Ionanidze 54' | Asistencia: 700 espectadores Árbitro(s): Ghenadie Orlic | Asistencia: 700 espectadores Árbitro(s): Ghenadie Orlic |

| 20 de enero de 2002 | Torpedo Kutaisi | 0 – 3 | Skonto Riga                                            | Olympic Sport Complex, Moscú                             |                                                          |
|                     |                 |       | Menteshashvili 58' · Verpakovskis 87' · Jeļisejevs 89' | Asistencia: 2,000 espectadores Árbitro(s): Dmitriy Roman | Asistencia: 2,000 espectadores Árbitro(s): Dmitriy Roman |

| 20 de enero de 2002 | Zhenis Astana | 2 – 4 | Rusia sub-19                                      | Spartak Manege, Moscú                                      |                                                            |
|                     | Tlekhugov 90' |       | Malakhovskiy 9' 57' · Bystrov 69' · Zhitnikov 78' | Asistencia: 500 espectadores Árbitro(s): Rahmon Murtazayev | Asistencia: 500 espectadores Árbitro(s): Rahmon Murtazayev |

| 22 de enero de 2002 | Torpedo Kutaisi              | 2 – 1 | Zhenis Astana | Olympic Sport Complex, Moscú                           |                                                        |
|                     | Ionanidze 44' · Poroshyn 88' |       | Mendes 85'    | Asistencia: 1,200 espectadores Árbitro(s): Sten Kaldma | Asistencia: 1,200 espectadores Árbitro(s): Sten Kaldma |

| 22 de enero de 2002 | Skonto Riga                   | 2 – 0 | Rusia sub-19 | Spartak Manege, Moscú                                      |                                                            |
|                     | Verpakovskis 6' · Buitkus 73' |       |              | Asistencia: 500 espectadores Árbitro(s): Rahmon Murtazayev | Asistencia: 500 espectadores Árbitro(s): Rahmon Murtazayev |

### Grupo C
| Equipo                 | J | G | E | P | GF | GC | GD | Pts |
| ---------------------- | - | - | - | - | -- | -- | -- | --- |
| Dynamo Kiev            | 3 | 3 | 0 | 0 | 7  | 1  | +6 | 9   |
| FBK Kaunas             | 3 | 1 | 1 | 1 | 2  | 2  | 0  | 4   |
| Regar-TadAZ Tursunzoda | 3 | 1 | 0 | 2 | 3  | 4  | -1 | 3   |
| Shamkir                | 3 | 0 | 1 | 2 | 1  | 6  | -5 | 1   |

| 19 de enero de 2002 | Dynamo Kiev               | 2 – 1 | FBK Kaunas    | Olympic Sport Complex, Moscú                                |                                                             |
|                     | Idahor 49' · Vashchuk 83' |       | Sanajevas 25' | Asistencia: 6,000 espectadores Árbitro(s): Karen Nalbandyan | Asistencia: 6,000 espectadores Árbitro(s): Karen Nalbandyan |

| 19 de enero de 2002 | Shamkir      | 1 – 3 | Regar-TadAZ Tursunzoda                     | Spartak Manege, Moscú                                  |                                                        |
|                     | Bəhramov 20' |       | Bozorov 25' · Mukhamadiev 47' · Idiyev 86' | Asistencia: 650 espectadores Árbitro(s): Bagdat Tuseev | Asistencia: 650 espectadores Árbitro(s): Bagdat Tuseev |

| 20 de enero de 2002 | Dynamo Kiev                                  | 3 – 0 | Shamkir | Olympic Sport Complex, Moscú                             |                                                          |
|                     | Bodnár 15' · Khatskevich 40' · Gavrančić 53' |       |         | Asistencia: 5,000 espectadores Árbitro(s): Yuri Baskakov | Asistencia: 5,000 espectadores Árbitro(s): Yuri Baskakov |

| 20 de enero de 2002 | FBK Kaunas  | 1 – 0 | Regar-TadAZ Tursunzoda | Spartak Manege, Moscú                                    |                                                          |
|                     | Velička 20' |       |                        | Asistencia: 500 espectadores Árbitro(s): Viktor Kolpakov | Asistencia: 500 espectadores Árbitro(s): Viktor Kolpakov |

| 22 de enero de 2002 | Regar-TadAZ Tursunzoda | 0 – 2 | Dynamo Kiev             | Olympic Sport Complex, Moscú                               |                                                            |
|                     |                        |       | Cernat 31' · Idahor 73' | Asistencia: 1,000 espectadores Árbitro(s): Valentin Ivanov | Asistencia: 1,000 espectadores Árbitro(s): Valentin Ivanov |

| 22 de enero de 2002 | Shamkir | 0 – 0 | FBK Kaunas | Spartak Manege, Moscú                                  |  |
|                     |         |       |            | Asistencia: 250 espectadores Árbitro(s): Dmitriy Roman |  |

### Grupo D
| Equipo            | J | G | E | P | GF | GC | GD | Pts |
| ----------------- | - | - | - | - | -- | -- | -- | --- |
| Flora Tallinn     | 3 | 2 | 1 | 0 | 5  | 2  | +3 | 7   |
| Nisa Aşgabat      | 3 | 2 | 0 | 1 | 5  | 2  | +3 | 6   |
| SKA-PVO Bishkek   | 3 | 0 | 2 | 1 | 2  | 5  | -3 | 2   |
| Belshina Bobruisk | 3 | 0 | 1 | 2 | 3  | 6  | -3 | 1   |

| 19 de enero de 2002 | Belshina Bobruisk | 1 – 3 | Flora Tallinn               | Olympic Sport Complex, Moscú                           |                                                        |
|                     | Aleshchenko 89'   |       | Kristal 13' · Švets 54' 67' | Asistencia: 500 espectadores Árbitro(s): Yuri Baskakov | Asistencia: 500 espectadores Árbitro(s): Yuri Baskakov |

| 19 de enero de 2002 | SKA-PVO Bishkek | 0 – 3 | Nisa Aşgabat                            | Spartak Manege, Moscú                                       |                                                             |
|                     |                 |       | Did.Urazow 18' 73' (pen.) · Nazarow 83' | Asistencia: 400 espectadores Árbitro(s): Paulius Malžinskas | Asistencia: 400 espectadores Árbitro(s): Paulius Malžinskas |

| 20 de enero de 2002 | Nisa Aşgabat                    | 2 – 1 | Belshina Bobruisk | Olympic Sport Complex, Moscú                          |                                                       |
|                     | Did.Urazow 28' · W.Baýramow 68' |       | Gormash 83'       | Asistencia: 500 espectadores Árbitro(s): Asim Khudiev | Asistencia: 500 espectadores Árbitro(s): Asim Khudiev |

| 20 de enero de 2002 | Flora Tallinn | 1 – 1 | SKA-PVO Bishkek   | Spartak Manege, Moscú                                      |                                                            |
|                     | Saharov 54'   |       | Pryanishnikov 89' | Asistencia: 300 espectadores Árbitro(s): Merab Malaguradze | Asistencia: 300 espectadores Árbitro(s): Merab Malaguradze |

| 22 de enero de 2002 | Belshina Bobruisk | 1 – 1 | SKA-PVO Bishkek | Olympic Sport Complex, Moscú                             |                                                          |
|                     | Harbachow 88'     |       |                 | Asistencia: 500 espectadores Árbitro(s): Andrejs Sipailo | Asistencia: 500 espectadores Árbitro(s): Andrejs Sipailo |

| 22 de enero de 2002 | Flora Tallinn | 1 – 0 | Nisa Aşgabat | Spartak Manege, Moscú                                   |                                                         |
|                     | Hamre 43'     |       |              | Asistencia: 200 espectadores Árbitro(s): Ghenadie Orlic | Asistencia: 200 espectadores Árbitro(s): Ghenadie Orlic |

## Fase Final

### Cuartos de final
| 23 de enero de 2002 | Flora Tallinn                    | 0 – 0 (1 – 3 p.)           | FBK Kaunas                                                  | Olympic Sport Complex, Moscú                           |  |
|                     |                                  |                            |                                                             | Asistencia: 200 espectadores Árbitro(s): Serhiy Shebek |  |
|                     |                                  | Tiros desde el punto penal |                                                             |                                                        |  |
|                     | Rooba · Kristal · Rähn · Saviauk |                            | Daniličevas · Gvildys · Puotkalis · Kurskis · Miklinevičius |                                                        |  |

| 23 de enero de 2002 | Skonto Riga                                                               | 4 – 2 | Sheriff Tiraspol       | Olympic Sport Complex, Moscú                             |                                                          |
|                     | Blagonadeždins 12' · Koļesņičenko 47' · Verpakovskis 86' · Jeļisejevs 90' |       | Odiah 57' · Ivanov 65' | Asistencia: 2,000 espectadores Árbitro(s): Yuri Baskakov | Asistencia: 2,000 espectadores Árbitro(s): Yuri Baskakov |

| 23 de enero de 2002 | Dynamo Kiev                              | 3 – 2 | Nisa Aşgabat                           | Olympic Sport Complex, Moscú                              |                                                           |
|                     | Peev 10' · Cernat 44' (pen.) · Husin 87' |       | Did.Urazow 17' (pen.) · W.Baýramow 35' | Asistencia: 4,000 espectadores Árbitro(s): Andrei Butenko | Asistencia: 4,000 espectadores Árbitro(s): Andrei Butenko |

| 23 de enero de 2002 | Spartak Moscow                                      | 3 – 1 | Torpedo Kutaisi      | Olympic Sport Complex, Moscú                                 |                                                              |
|                     | Tsykhmeystruk 6' · Parfenov 16' (pen.) · Sychov 82' |       | Silagadze 29' (pen.) | Asistencia: 4500 espectadores Árbitro(s): Paulius Malžinskas | Asistencia: 4500 espectadores Árbitro(s): Paulius Malžinskas |

### Semifinales
| 25 de enero de 2002 | Skonto Riga | 0 – 3 | Dynamo Kiev                        | Olympic Sport Complex, Moscú                               |                                                            |
|                     |             |       | Idahor 51' 55' · Serebrennikov 89' | Asistencia: 4,000 espectadores Árbitro(s): Valentin Ivanov | Asistencia: 4,000 espectadores Árbitro(s): Valentin Ivanov |

| 25 de enero de 2002 | Spartak Moscow                                    | 4 – 0 | FBK Kaunas | Olympic Sport Complex, Moscú                                 |                                                              |
|                     | Danishevsky 2' · Beschástnyj 60' 77' · Sychov 83' |       |            | Asistencia: 12,000 espectadores Árbitro(s): Karen Nalbandyan | Asistencia: 12,000 espectadores Árbitro(s): Karen Nalbandyan |

### Final
| 27 de enero de 2002 | Spartak Moscow                                  | 3 – 4 | Dynamo Kiev                                               | Olympic Sport Complex, Moscú                               |                                                            |
|                     | Tsykhmeystruk 4' · Danishevsky 45' · Sychov 86' |       | Khatskevich 7' · Peev 45+2' · Byalkevich 63' · Idahor 85' | Asistencia: 27,000 espectadores Árbitro(s): Sergey Shmolik | Asistencia: 27,000 espectadores Árbitro(s): Sergey Shmolik |

## Campeón
| Copa de la CEI 2002      |
| ------------------------ |
| Bandera de Ucrania       |
| FC Dynamo Kyiv 4º Título |

## Máximos goleadores
| # | Futbolista            | Equipo           | Goles |
| - | --------------------- | ---------------- | ----- |
| 1 | Vladímir Beschástnyj  | Spartak Moscow   | 7     |
| 2 | Aleksandr Danishevsky | Spartak Moscow   | 6     |
| 2 | Dmitri Sychov         | Spartak Moscow   | 6     |
| 4 | Lucky Idahor          | Dynamo Kiev      | 5     |
| 5 | Didargylyç Urazow     | Nisa Aşgabat     | 4     |
| 6 | Māris Verpakovskis    | Skonto Riga      | 3     |
| 6 | Stanislav Ivanov      | Sheriff Tiraspol | 3     |
| 6 | Ruslan Barburoș       | Sheriff Tiraspol | 3     |